# Campeonato Mundial de Lucha de 1913
El VIII Campeonato Mundial de Lucha se celebró en Breslavia (Alemania) entre el 27 y el 28 de julio de 1913 bajo la organización de la Federación Internacional de Luchas Asociadas (FILA) y la Federación Alemana de Lucha. Solamente se compitió en las categorías del estilo grecorromano.

## Resultados

### Lucha grecorromana
| Evento   | Oro                     | Plata                    | Bronce                    |
| -------- | ----------------------- | ------------------------ | ------------------------- |
| 67,5 kg  | Ewald Hegewald Alemania | Hugo Johansson · Suecia  | Hermann Schulz Alemania   |
| 75 kg    | Georg Baumann · Rusia   | Edvin Fältström · Suecia | Heinrich Stiefel Alemania |
| 82,5 kg  | Ernst Nilsson · Suecia  | Johann Trestler Austria  | František Kopřiva Bohemia |
| +82,5 kg | Anders Ahlgren · Suecia | Jakob Neser Alemania     | Karl Hertel Alemania      |

## Medallero
| Núm. | País     | Oro | Plata | Bronce | Total |
| ---- | -------- | --- | ----- | ------ | ----- |
| 1    | Suecia   | 2   | 2     | 0      | 4     |
| 2    | Alemania | 1   | 1     | 3      | 5     |
| 3    | Rusia    | 1   | 0     | 0      | 1     |
| 4    | Austria  | 0   | 1     | 0      | 1     |
| 5    | Bohemia  | 0   | 0     | 1      | 1     |
|      | TOTAL    | 4   | 4     | 4      | 12    |